# PGC 2775729
LEDA/PGC 2775729 ist eine Galaxie im Sternbild Kleiner Bär am Nordsternhimmel. Sie ist schätzungsweise 627 Millionen Lichtjahre von der Milchstraße entfernt und hat einen Durchmesser von etwa 65.000 Lichtjahren.
Im selben Himmelsareal befinden sich unter anderem die Galaxien NGC 5452, PGC 2775429, PGC 2775543, PGC 2776149.